# Relitto romano di Mal di Ventre
Il relitto romano di Mal di Ventre è una imbarcazione di epoca romana, rinvenuta nei fondali dell'isola di Mal di Ventre in Sardegna.

## Descrizione
La nave aveva una dimensione, presunta, di 36 metri per 12 ed è collocata a circa 30 metri di profondità a circa un miglio a sud-est dell'isola. La particolarità della scoperta archeologica, che la rende unica nel Mediterraneo, risiede nel fatto che la nave ha un carico di lingotti di piombo. La nave ha perso tutta la propria struttura ad eccezione della chiglia, che è stata protetta dal carico. Sono state rinvenute, inoltre, delle anfore con del resto di cibo e dei chiodi utilizzati, probabilmente, per effettuare delle riparazioni all'imbarcazione in caso di necessità. Nei pressi dell'imbarcazione sono presenti anche delle ancore, delle suppellettili in ceramica e delle armi.

### I lingotti
I lingotti hanno forma trapezoidale, ciascuno del peso di circa 33 Kg., per un numero complessivo che raggiunge circa il migliaio. Il carico si presenta in buono stato di conservazione e sono ancora leggibili i cartigli che attestano i produttori di tali beni. La maggior parte dei lingotti erano stati realizzati dai fratelli Caio e Marco dei Pontilieni, ma vi sono anche un numero non trascurabile di lingotti prodotti da Quinto Appio e Lucio Carulio Hispalo. Compaiono anche in numero esiguo altri produttori: Gneo Atellio, Planio Russino, Pilon, Marco o Lucio Apinario e Caio Utio.